# Świślina (Sainte-Croix)
Pour les articles homonymes, voir Świślina.
Świślina est une localité polonaise de la voïvodie de Sainte-Croix et du powiat de Starachowice.

## Géographie

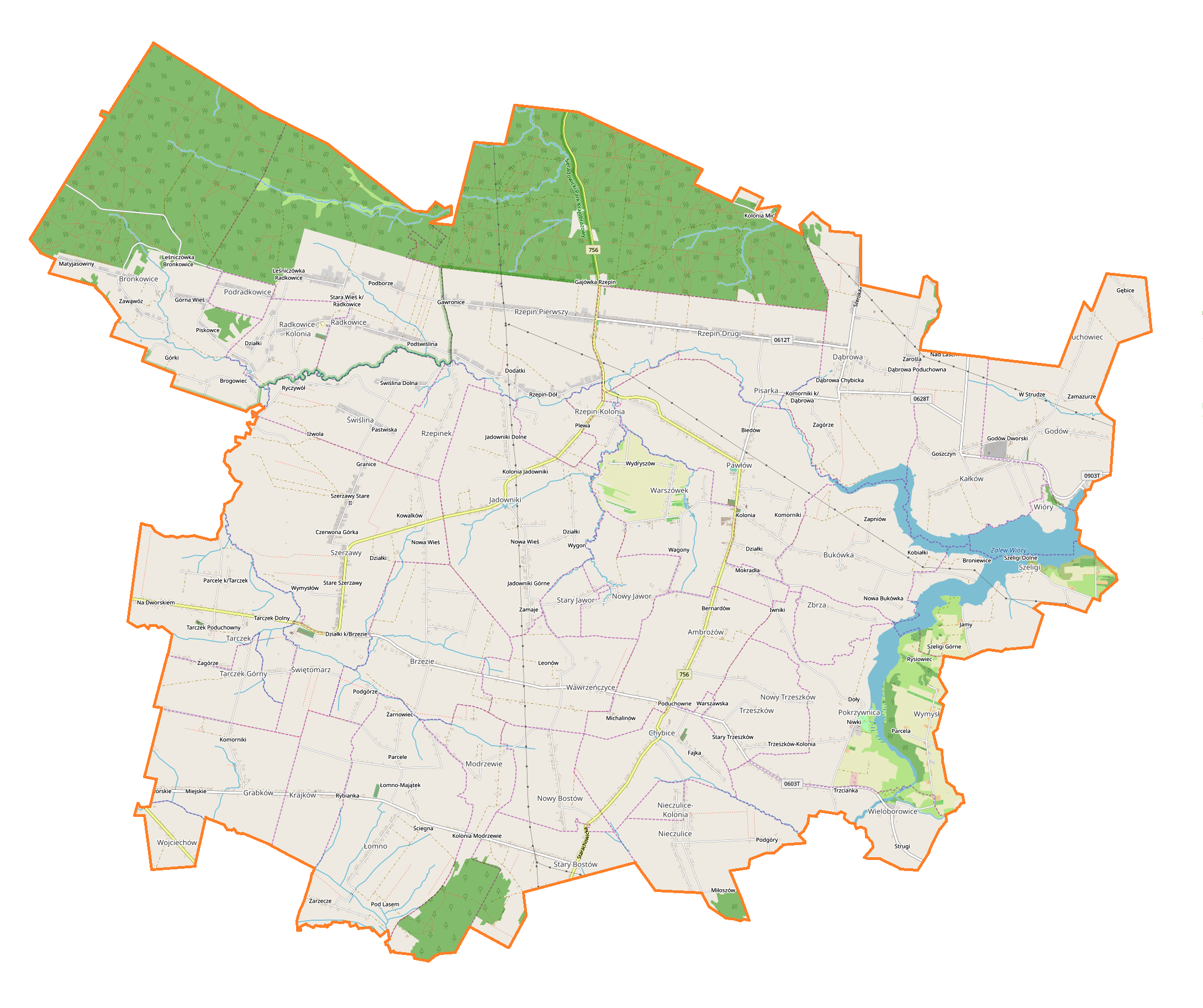
Carte de la gmina de Pawłów.